# Józef Nowak (poeta)
Józef Nowak (ur. 5 stycznia 1895 w Ostro (w Saksonii, zm. 1 stycznia 1978 w Budziszynie) – pisarz górnołużycki, duchowny rzymskokatolicki.
W latach 1920–1968 proboszcz parafii katolickiej. W latach 1922–1938 redaktor różnych czasopism łużyckich; nawiązywał do twórczości Jakuba Barta-Ćišinskiego i czeskiego poety Petra Bezruča. Nowak był autorem zbioru wierszy patriotycznych Z duchom swobody (1919), romantycznych utworów historycznych osnutych na motywach baśniowych; był także autorem dramatów Posledni kral (1921), Swobody njewjesta (1922), poematu Lubin a Sprjewja (1928).